# Weberocereus trichophorus
Weberocereus trichophorus ist eine Pflanzenart in der Gattung Weberocereus aus der Familie der Kakteengewächse (Cactaceae). Das Artepitheton trichophorus leitet sich von den griechischen Worten trichos für ‚Haar‘ und phoros für ‚tragend‘ ab und verweist auf die krause, haarartige Bedornung der Triebe.

## Beschreibung
Weberocereus trichophorus wächst epiphytisch mit kletternden oder hängenden, seitlich und unregelmäßig verzweigenden Trieben, die zahlreiche Luftwurzeln ausbilden  Die älteren Triebteile sind drehrund, jüngere schwach fünfkantig. Die Triebe sind kräftig, grün und weisen Durchmesser von 8 bis 12 Millimeter auf. Die Triebränder sind unauffällig gehöckert. Die auf den Trieben befindlichen Areolen stehen etwa 1 Zentimeter voneinander entfernt. Es sind 10 bis 20 steife, ziemlich kräftige, gelbe Dornen vorhanden, die 3 bis 12 Millimeter lang sind. Außerdem werden 30 bis 40 krause haarartige Dornen von 5 bis 20 Millimeter Länge ausgebildet.
Die glocken- oder trichterförmigen, rosafarbenen bis etwas purpurfarbenen, stechend riechenden Blüten erscheinen einzeln. Sie sind 5,5 bis 6 Zentimeter lang und erreichen Durchmesser von bis zu 3,5 Zentimeter. Ihr gehöckertes Perikarpell ist mit Schuppen, Wolle und 15 bis 18 haarartigen Dornen besetzt. Die länglichen, etwas rosaweißen bis magentafarbenen oder etwas purpurroten Früchte besitzen eine Länge von bis zu 3 Zentimeter. Ihr Fruchtfleisch ist purpurfarben.

## Verbreitung, Systematik und Gefährdung
Weberocereus trichophorus ist in Costa Rica in der Provinz Limón in tiefen Lagen verbreitet.
Die Erstbeschreibung erfolgte 1963 durch Joseph Harry Johnson (1894–1987) und Myron William Kimnach.
In der Roten Liste gefährdeter Arten der IUCN wird die Art als „Endangered (EN)“, d. h. als stark gefährdet geführt.

## Nachweise